# Valle del Encanto

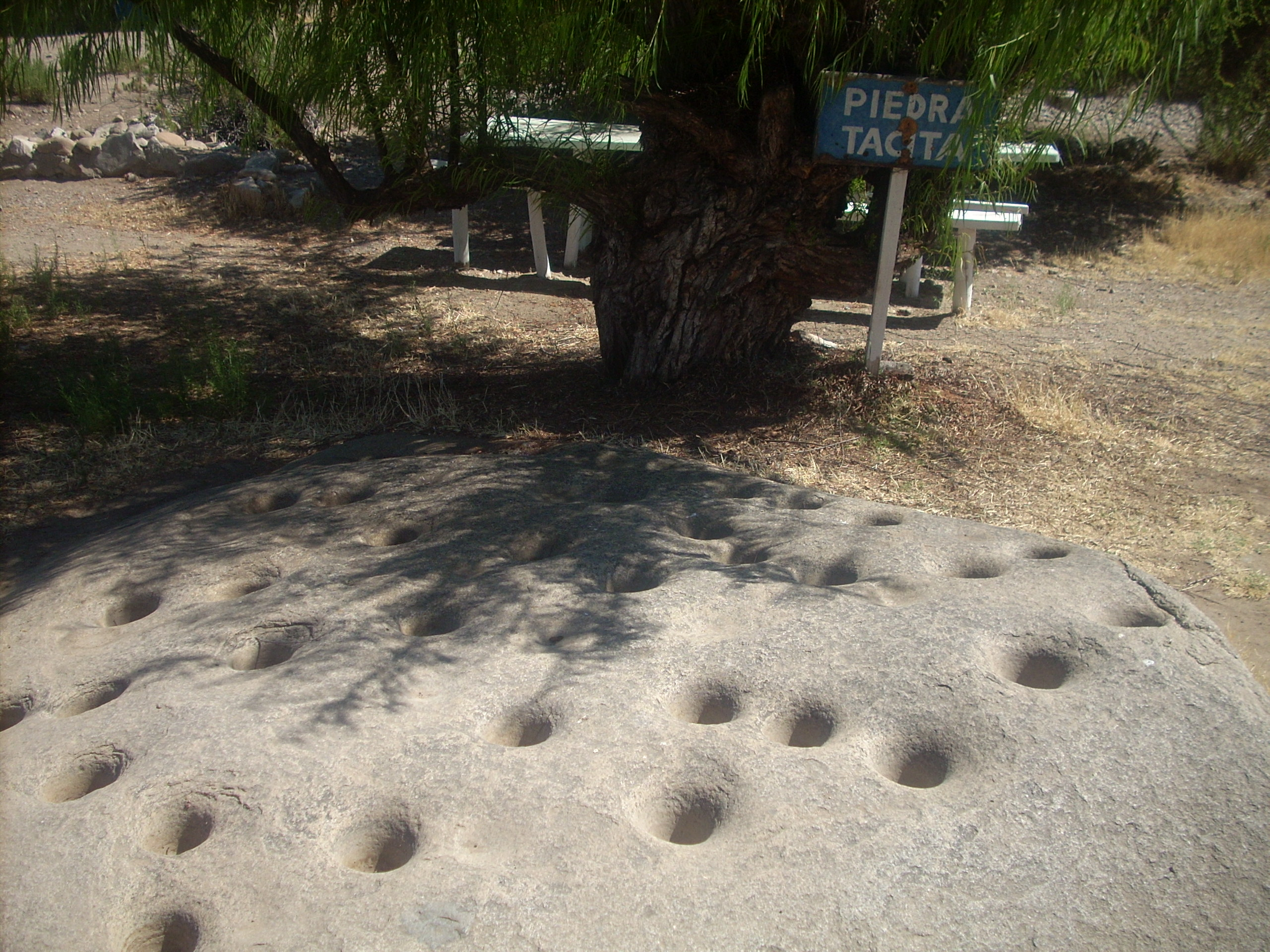
Piedras Tacitas en el Valle del Encanto.

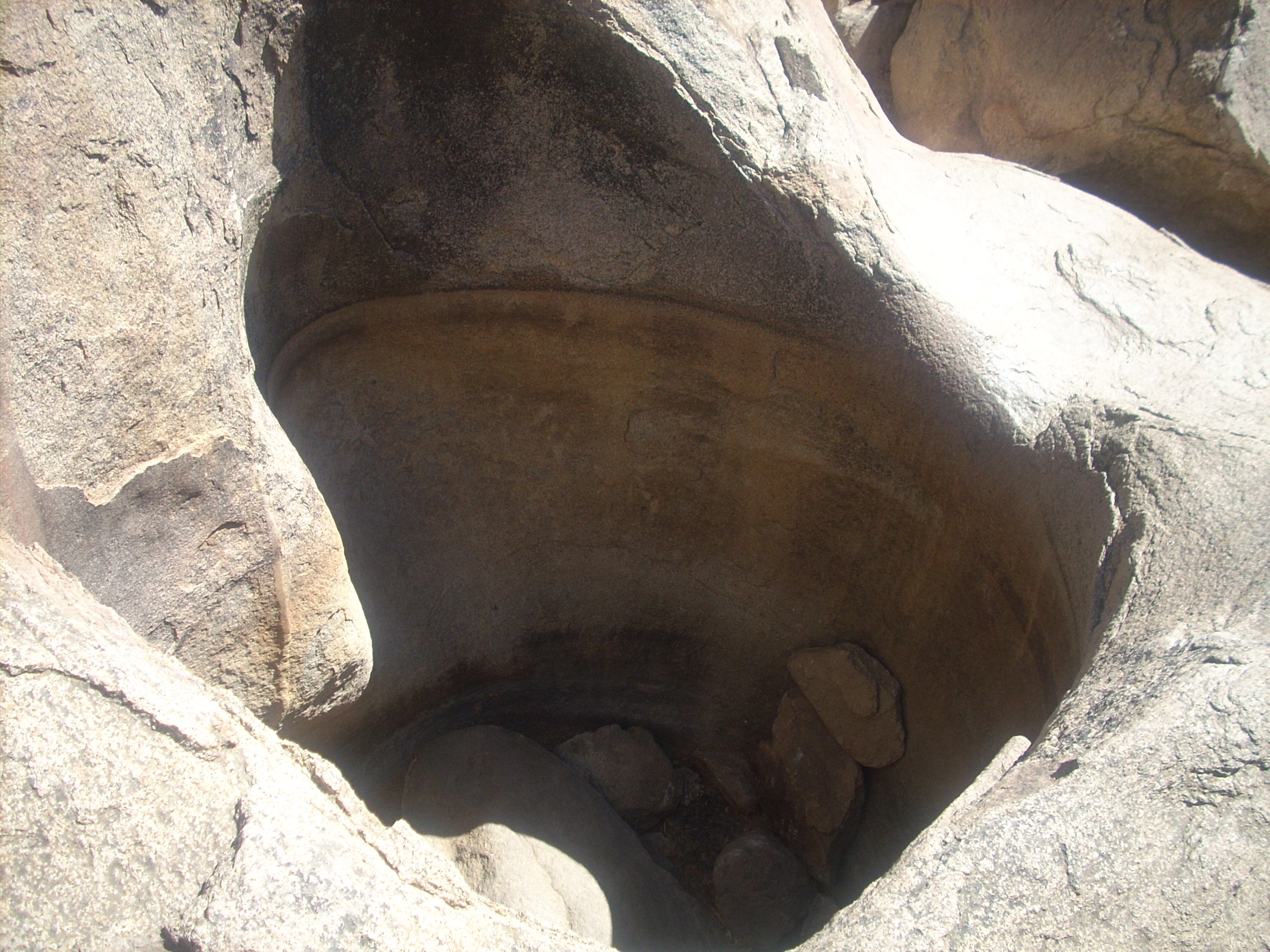
Los baños del Inca en el Valle del Encanto.

El Valle del Encanto es un lugar ubicado en la Región de Coquimbo de Chile, aproximadamente a unos 20 km al oeste del emplazamiento actual de la ciudad de Ovalle, al sur del río Limarí, en una quebrada del estero Punitaqui, que destaca por tener diversos vestigios arqueológicos de varias culturas prehispánicas: petroglifos y pictografías característicos de la cultura Molle -500 a 700 d. C., así como rastros de grupos cazadores de en torno al 2000a. C.
Fue descubierto en 1946 y declarado Monumento Histórico en categoría de Monumento Arqueológico en 1973.
Entre los petroglifos existen algunos tallados en bajo relieve y otros en que solo se eliminó el óxido superficial de la roca y pueden ser menos visibles que los anteriores.
Algunos dibujos pueden distinguirse con mayor claridad que otros, visibilidad que también depende de la luminosidad y la hora del día. Cerca del mediodía todas las figuras pueden apreciarse mejor. 
Aparte de los bloques arte rupestre (grabados y pinturas), destaca el hallazgo de las "piedras tacitas" —piedras con perforaciones del tamaño de una taza de café,— las que según se ha propuesto, se utilizaban tanto para guardar y moler alimentos, como probablemente también con fines ceremoniales; en algunas piedras se pueden encontrar más de 10 perforaciones y si se sigue la corriente de un pequeño río que recorre el valle, estas perforaciones van creciendo de profundidad y diámetro hasta llegar a convertirse en pozones en los que entran una o dos personas en él. 
La temperatura máxima anual es de 23 °C en temporada estival, mientras que la mínima es de 7 °C en invierno. El promedio de las precipitaciones al año es de 113 mm, aunque en el parque las medias oscilan entre 800 y 1000 mm.

## Vías de acceso
Se accede desde Ovalle por la ruta D-45 (ruta de ingreso a Ovalle por la ruta 5 desde el sur), km 19. Desde ahí, se toma desvío hacia el sur, y por camino ripiado de 5 km se encuentra la entrada a este monumento nacional.
Cuenta en su interior con estacionamiento para vehículos, áreas de pícnic y senderos señalizados para llegar a los tres sectores en que están ubicados los petroglifos, pictografías y piedras tacitas.

## Arte Rupestre
El sitio arqueológico Valle El Encanto es posiblemente uno de los yacimientos de arte rupestre más conocidos de Chile, tanto por haber sido “descubierto” tempranamente por los arqueólogos en el Norte Chico (Iribarren 1949), así como por la monumentalidad de algunas de sus representaciones. En particular aquellas que, agrupadas bajo el rótulo de cabezas-tiara, corresponden a representaciones de contorno circular o cuadrangular de rostros humanos provistos de grandes atavíos cefálicos (Mostny & Niemeyer 1983) y que han sido interpretadas como máscaras (Iribarren 1954).
Su importancia radica en que es el sitio-tipo para la caracterización del Estilo Limarí (Mostny & Niemeyer 1983; Castillo 1985), unidad integrativa que ha permitido sistematizar la totalidad del arte rupestre de los valles del Limarí y del Choapa, asignándole un valor cronológico al asociarlo al Complejo Cultural El Molle. Sin embargo, en el último tiempo este estilo ha sido cuestionado por una serie de autores (p. e., Troncoso 1999, 2004; Jackson et al. 2002; Cabello 2005; Jackson 2005), quienes, trabajando básicamente desde el valle del Choapa, han criticado el reduccionismo de su definición al plantear que la gran variabilidad de diseños y técnicas de producción de arte rupestre en este último espacio no puede ser incluida en un solo gran conjunto. Es así como se ha propuesto también la presencia de arte rupestre asociable a los períodos arcaico (Jackson et al. 2002) e Intermedio Tardío y Tardío (Troncoso 1999, 2004; Cabello 2005; Jackson 2005).
En el presente, se establece una discusión a partir de los resultados obtenidos de recientes investigaciones arqueológicas en el sitio, las que se han orientado a discutir las características intrínsecas del arte rupestre con el objetivo de evaluar su asignación cronológico-cultural. A partir de una revisión crítica de los fundamentos que establecen la relación entre Valle El Encanto, Estilo Limarí y Complejo Cultural El Molle, entregando un conjunto de nuevos antecedentes que permiten revaluar las antiguas propuestas, reconociendo la existencia de diferentes ocupaciones en el arte rupestre del sitio.

## Piedras Tacitas

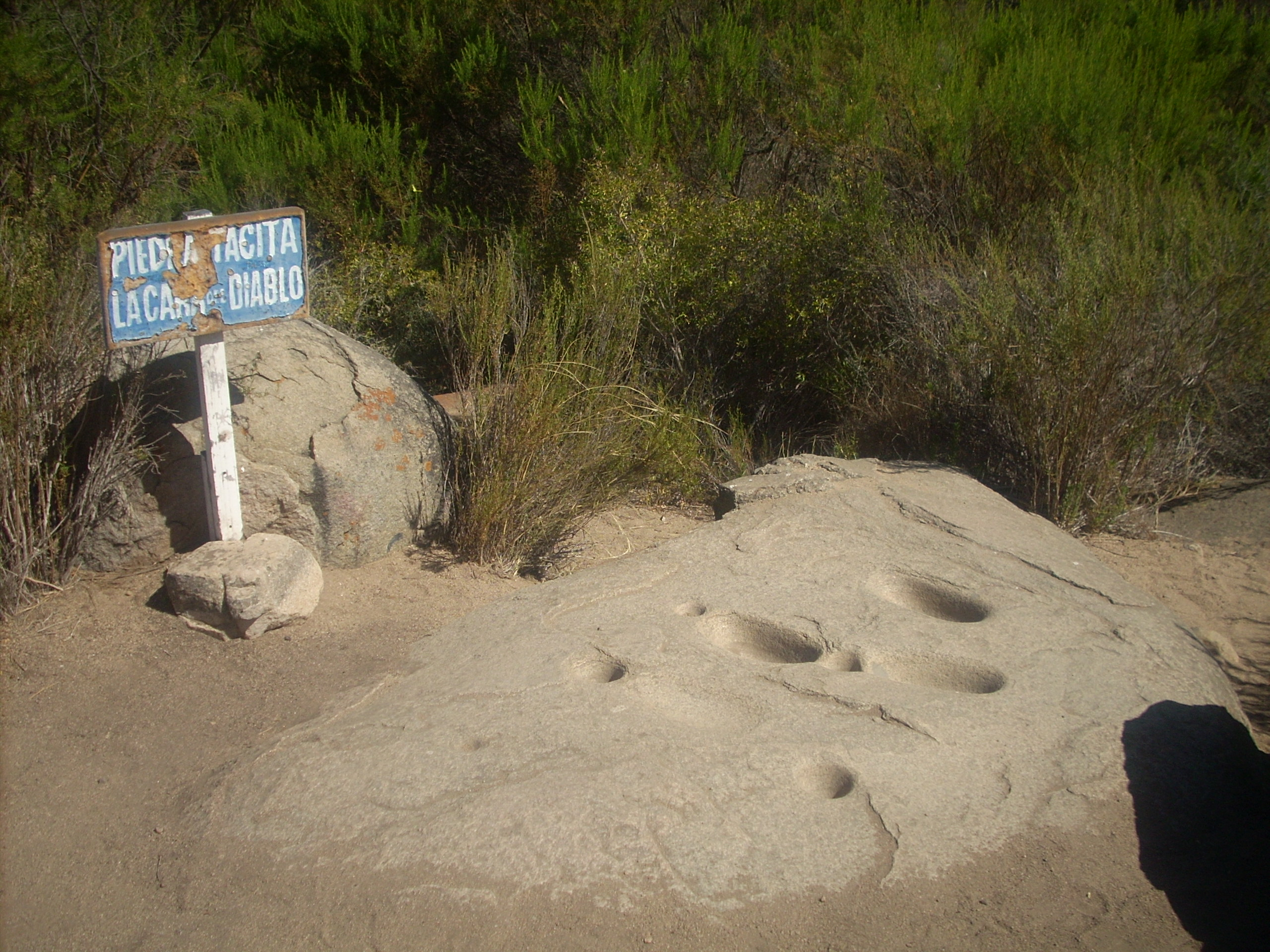
Piedras tacita con formas alargadas.

Al interior del valle entre los arbustos, árboles y varios cactus, se pueden encontrar las piedras tacitas, unas perforaciones con un tamaño similar al de una taza de té, en estas grandes rocas. De ahí que tiene origen su nombre. Se cree que estas tacitas eran utilizadas para la molienda de semillas, pigmentos u otros elementos. Además, pudieron haber sido de utilidad para fines ceremoniales o simbólicos.
Las hay de varias formas y tamaños, del cual se identifican tres tipos: Cupuliforme, Elipsoides y Cuadrangulares. Su diámetro oscila entre los 10 y 15 centímetros, mientras que su profundidad está entre los 4 y 8 centímetros. Algunas rocas presentan más de diez agujeros e inclusive se pueden encontrar otras con las dimensiones para que pueda entrar una o dos personas.